# Кювервиль (Кальвадос)
Кюверви́ль (фр. Cuverville) — коммуна во Франции, находится в регионе Нижняя Нормандия. Департамент коммуны — Кальвадос. Входит в состав кантона Троарн. Округ коммуны — Кан.
Код INSEE коммуны — 14215.

## Население
Население коммуны на 2010 год составляло 2051 человек.
| 1962 | 1968 | 1975 | 1982 | 1990 | 1999 | 2010 |
| ---- | ---- | ---- | ---- | ---- | ---- | ---- |
| 273  | 441  | 517  | 1044 | 1314 | 1779 | 2051 |

## Экономика
В 2010 году среди 1360 человек трудоспособного возраста (15—64 лет) 1006 были экономически активными, 354 — неактивными (показатель активности — 74,0 %, в 1999 году было 72,6 %). Из 1006 активных жителей работали 910 человек (472 мужчины и 438 женщин), безработных было 96 (46 мужчин и 50 женщин). Среди 354 неактивных 176 человек были учениками или студентами, 125 — пенсионерами, 53 были неактивными по другим причинам.